# Indestructible (Disturbed-album)
Indestructible är det fjärde studioalbumet av det amerikanska hårdrocks-/metalbandet Disturbed. Albumet släpptes officiellt den 3 juni 2008. 253 000 album såldes den första veckan, vilket överskred de 239 000 som bandets förra album, Ten Thousand Fists sålde. Albumet släpptes på europeiska iTunes Store den 30 maj 2008. 
Indestructible är Disturbeds tredje raka #1-debut på Billboard 200. Bara sju andra rockband har lyckats med detta. Dessa inkluderar Van Halen, U2, Pearl Jam, Dave Matthews Band, Staind och Metallica. Albumet intog även #1 på australiensiska ARIA Album Chart och nyzeeländska RIANZ Album Chart under första veckan efter släppet.

## Låtlista
1. "Indestructible" – 4:38
2. "Inside the Fire" – 3:52
3. "Deceiver" – 3:49
4. "The Night" – 4:46
5. "Perfect Insanity" – 3:57
6. "Haunted" – 4:42
7. "Enough" – 4:20
8. "The Curse" – 3:25
9. "Torn" – 4:09
10. "Criminal" – 4:16
11. "Divide" – 3:36
12. "Façade" – 3:45

### Bonusspår

#### Begränsad utgåva
1. "Run" - 3:13

#### Japansk import
1. "Parasite" - 3:25

#### iTunesutgåva
1. "Stupify" (Live på the Riviera) - 4:22
2. "Stricken" (Live på the Riviera) - 4:27
3. "Down With the Sickness" (Live på the Riviera) - 5:15
4. "Just Stop" (Live på the Riviera) - 3:51

### B-sidor
- "Run" – 3:13
- "Parasite" – 3:25
- "Midlife Crisis" (Faith No More-cover)